# 国道214号 (インド)
国道214号線（こくどう214ごうせん）は、インドの国道。全長は270キロメートル。アーンドラ・プラデーシュ州のカティプーディからパマールを結ぶ。

## 通過する自治体
- カキナダ（英語版）
- アマラプラーム（英語版）
- ラゾーレ（英語版）
- ナルサプール（英語版）
- ビマヴァラム（英語版）